# セルセ・コズミ
セルセ・コズミ（Serse Cosmi、1958年5月5日 - ）は、イタリアのサッカー指導者。采配中、常に野球帽を被っているのが特徴である。

## 来歴
指導者としてセリエから着実にキャリアを重ね、2000年に、当時セリエA所属ペルージャ・カルチョの会長ルチアーノ・ガウッチにより監督に任命される。十分とは言えない戦力でも粘り強く育てて残留を勝ち取り、2003年にはUEFAインタートトカップも獲得している。しかし、2003-04シーズンはフィオレンティーナとのプレーオフに敗北し、セリエB降格となり、解任された。
2004-05シーズン、セリエBのジェノアCFCを率いて優勝を果たしたが、クラブ会長エンリコ・プレツィオージによる買収疑惑が浮上して取り消しとなった。2005-06シーズンはルチアーノ・スパレッティの後任としてウディネーゼ・カルチョ監督に就任。チームはUEFAチャンピオンズリーグとの両立で疲弊し、辞任に追い込まれた。2007年から2008年まではブレシア・カルチョを率いたが、セリエA昇格は成らなかった。2009年10月、低迷するASリヴォルノ・カルチョの監督に就任。2010年1月24日、アルド・スピネッリ会長との確執で辞任を表明するが、2日後の1月26日に辞任撤回を表明。4月5日、スピネッリ会長により解任された。
2011年2月28日、デリオ・ロッシの後任としてUSチッタ・ディ・パレルモの監督に就任した（ロッシは前日にホームのスタディオ・レンツォ・バルベラで行われたウディネーゼ・カルチョ戦において0-7と大敗していた）。しかし4試合で1勝3敗と結果を残せず、カルチョ・カターニアとのダービーで0-4と大敗したこともあり4月3日に解任された。
12月4日、エウゼビオ・ディ・フランチェスコの後任として最下位に沈んでいたUSレッチェの監督に就任。シーズン終了まで指揮するも降格となった。
2012-13シーズンはACシエナ（現・SSローブル・シエーナ）監督に就任。成績不振のため、2012年12月17日に解任された。
その後はセリエBの複数のクラブでの指揮を経て、2020年1月4日、マッシモ・オッドの後任として16年ぶりにペルージャの監督に就任。

## 指導歴
- A.S.D. Pontevecchio 1990-1995
- ACアレッツォ 1995-2000
- ペルージャ・カルチョ 2000-2004
- ジェノアCFC 2004-2005
- ウディネーゼ・カルチョ 2005-2006.2
- ブレシア・カルチョ 2007.2-2008.9
- ASリヴォルノ・カルチョ 2009.10-2010.4
- USチッタ・ディ・パレルモ 2011.2-2011.4

- USレッチェ 2011.12-2012
- ACシエナ 2012.6-2012.12
- ペスカーラ・カルチョ 2014.2-2014.5
- トラーパニ・カルチョ 2015.3-2016.11
- アスコリ・ピッキオFC 1898 2017.12-2018
- ヴェネツィアFC 2019
- ペルージャ・カルチョ 2020
- FCクロトーネ 2021